# Michal Kunc
Pour les articles homonymes, voir Kunc.
Michal Kunc, né le 31 juillet 1974 à Brno, est un mathématicien tchèque.

## Biographie
Sa thèse porte sur Deciding existence of trace codings.
Il travaille au département de mathématiques et statistiques de la Faculté des sciences à l'université Masaryk

## Travaux
En 1971, Conway conjectura que les centraliseurs de langages réguliers étaient également réguliers.

La résolution du problème fut effectuée en 2005 et publiée en 2007 par Michal Kunc.

## Publications
- Michal Kunc, « The Power of Commuting with Finite Sets of Words », in Theory Comput. Syst., 2007, 40(4), p. 521-551
- Voir aussi une liste plus complète sur dblp.